# 安德列斯·达历山德罗
安德列斯·尼古拉斯·达历山德罗（Andrés Nicolás D'Alessandro，1981年4月15日—）是一名阿根廷足球運動員，擔任進攻中場，現時效力巴西球會國際體育會。
他在2004年与阿根廷一起赢得了奥运金牌。

## 外部連結
- （德文） 禾夫斯堡 迪阿歷辛度訪問 （页面存档备份，存于）
- （西班牙文） Argentine Primera statistics at Futbol XXI
- （英文） ESPN數據 （页面存档备份，存于）
- （英文） Short Bio （页面存档备份，存于）
- （英文） Portsmouth snap up D'Alessandro （页面存档备份，存于）自BBC體育網頁
- （英文） D'Alessandro joins Real[永久]自Sky Sports